# Larochea secunda
Larochea secunda är en snäckart som beskrevs av Powell 1937. Larochea secunda ingår i släktet Larochea och familjen Scissurellidae. Inga underarter finns listade i Catalogue of Life.